# Ярмиш Олександр Назарович
Ярмиш Олександр Назарович — доктор юридичних наук, професор, член-кореспондент Академії правових наук України, заслужений юрист України, генерал-майор міліції.

## Наукові напрямки
Засновник вітчизняної Наукової школи проблем історії держави та права, історії органів внутрішніх справ.

## Наукові праці
Автор понад 200 наукових праць.

## Науково-педагогічна діяльність
Під керівництвом Ярмиша О. Н. підготовлено 8 докторів та 50 кандидатів наук. Серед учнів О. Н. Ярмиша — відомі науковці, громадські та політичні діячі, доктори юридичних наук, професори: В. С. Журавський (академік Академії правових наук України, заступник голови Київської міської державної адміністрації), О. В. Тимощук (декан юридичного факультету Таврійського національного університету), В. В. Коваленко (заступник керівника Київського центру Академії правових наук України), О. М. Головко (перший проректор з навчальної та методичної роботи Харківського національного університету внутрішніх справ), О. В. Марцеляк (професор Харківського національного університету внутрішніх справ),  О. А. Гавриленко (професор Харківського національного університету внутрішніх справ), кандидати юридичних наук, народні депутати України В. М. Горбаль, В. М. Грицак, Г. Г. Москаль, А. О. Сокіл та інші.